# Profitlich (Familienname)
Profitlich, auch Profittlich, ist ein Familienname im Rheinland. Seine ursprüngliche Bedeutung ist vermutlich die „einer profitabel agierenden Person“. Laut Grimmschem Wörterbuch bedeutet „profitlich“ „haushälterisch, sparsam“. Etwa 130 Familien in Deutschland tragen diesen Namen. 

## Namensträger
- Eduard Profittlich (1890–1942), deutscher Jesuit, Apostolischer Administrator für Estland
- Markus Maria Profitlich (* 1960), deutscher Komödiant
- Matthias Profitlich (1898–1942), deutscher Maler
- Paul Profitlich (1821–1902), deutscher Unternehmer, siehe Villa Profitlich
- Ulrich Profitlich (* 1936), deutscher Literaturwissenschaftler